# Ereta de Damunt
L'Ereta de Damunt és un paratge del terme municipal de Conca de Dalt, a l'antic terme d'Hortoneda de la Conca, al Pallars Jussà, en territori que havia estat de l'antic poble de Senyús.
Està situada a llevant de Senyús, a l'extrem nord-occidental de l'Obaga Negra, en una carena que separa el Barranquet Negre (nord-est) i el barranc de la Torre de Senyús.